# Liste der Biografien/Nek
Liste der Biografien |
Portal Biografien |
Personensuche
# |
A |
B |
C |
D |
E |
F |
G |
H |
I |
J |
K |
L |
M |
N |
O |
P |
Q |
R |
S |
T |
U |
V |
W |
X |
Y |
Z |
?
 
Na |
Nb |
Nc |
Nd |
Ne |
Nf |
Ng |
Nh |
Ni |
Nj |
Nk |
Nl |
Nm |
Nn |
No |
Nr |
Ns |
Nt |
Nu |
Nv |
Nw |
Nx |
Ny |
Nz
 
Nea |
Neb |
Nec |
Ned |
Nee |
Nef |
Neg |
Neh |
Nei |
Nej |
Nek |
Nel |
Nem |
Nen |
Neo |
Nep |
Ner |
Nes |
Net |
Neu |
Nev |
New |
Nex |
Ney |
Nez
Die Liste der Biografien führt alle Personen auf, die in der deutschsprachigen Wikipedia einen Artikel haben. Dieses ist eine Teilliste mit 62 Einträgen von Personen, deren Namen mit den Buchstaben „Nek“ beginnt.

## Nek
- Nek (* 1972), italienischer Pop-Rock-MusikerNek (* 1972)

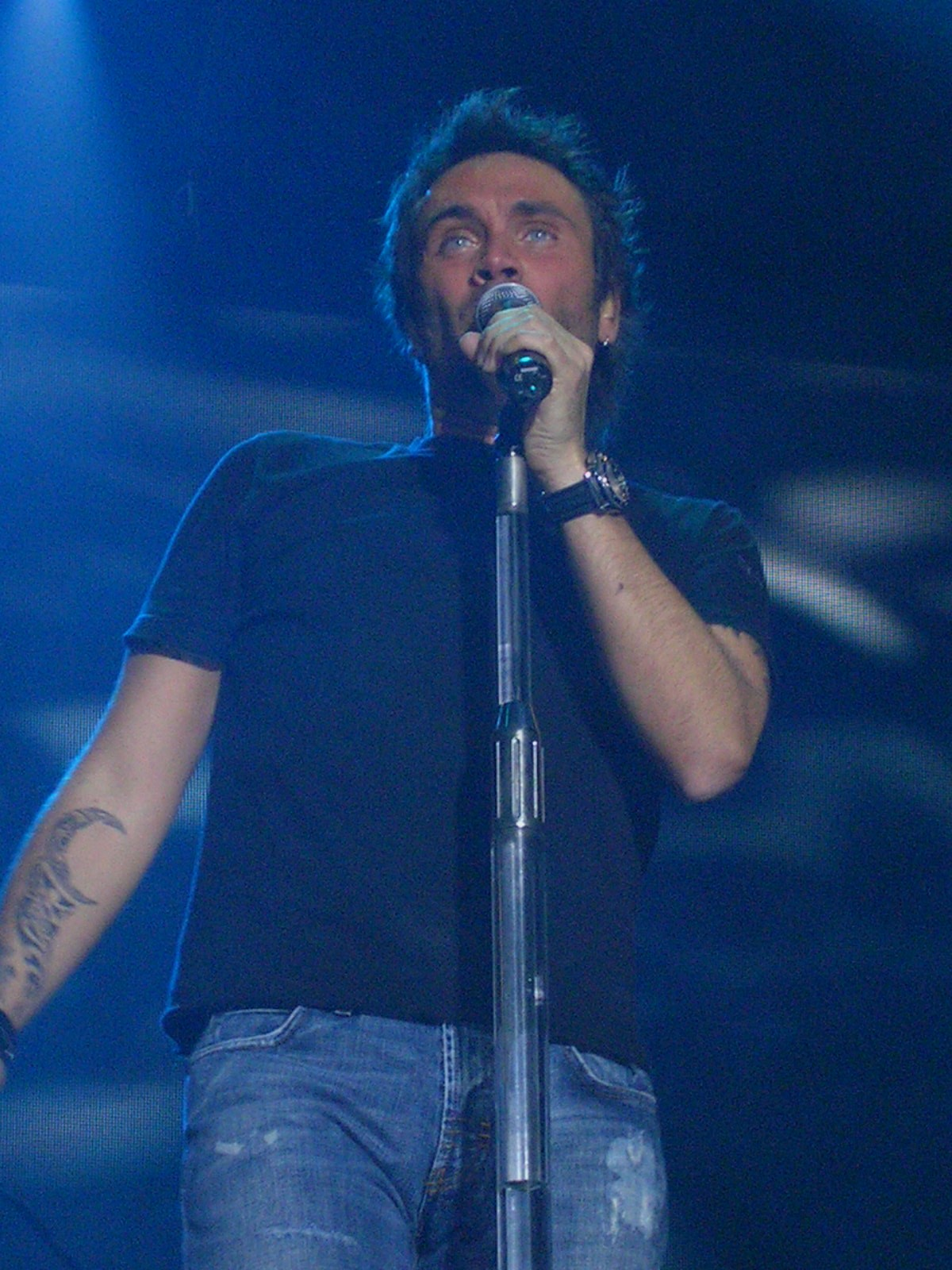
Nek (* 1972)

- Nek, Klaas van (1899–1986), niederländischer Radrennfahrer

### Neka
- Nekam, Andreas, österreichischer Fußballspieler
- Nekarda, Kim (* 1973), deutscher Maler

### Neke
- Nekes, Franz (1844–1914), deutscher katholischer Priester, Kirchenmusiker, Komponist und Dirigent, Reformer der Kirchenmusik
- Nekes, Hermann (1875–1948), deutscher Linguist
- Nekes, Werner (1944–2017), deutscher Filmregisseur und Sammler

### Nekf
- Nekfeu (* 1990), französischer Rapper

### Nekh
- Nekhubui, Shirley (* 2000), südafrikanische Sprinterin

### Neki
- Nekić, Ivan (* 2000), kroatischer Fußballspieler

### Nekl
- Neklessa, Alexander Iwanowitsch (* 1949), russischer Politikwissenschaftler und Wirtschaftswissenschaftler
- Nekljudow, Tom (* 1960), finnischer Jazzschlagzeuger

### Neko
- Neko, Tatsuya (* 1972), japanischer Fußballspieler
- Nekoda, Devyn (* 2000), kanadische Schauspielerin und Tänzerin
- Nekoda, Katsutoshi (1944–1983), japanischer Volleyballspieler
- Nekojiru (1967–1998), japanischer Manga-Zeichner
- Nekolová, Jiřina (1931–2011), tschechoslowakische Eiskunstläuferin
- Nekounam, Javad (* 1980), iranischer Fußballspieler
- Nekovar, Anton (1950–2014), österreichischer Theaterintendant und Schauspieler
- Nekovář, Jan (1963–2022), tschechischer Mathematiker
- Nekow, Momtschil (* 1986), bulgarischer Politiker

### Nekr
- Nekrašas, Justinas (1927–1997), litauischer Ingenieur und Politiker, Vizeminister der Energiewirtschaft
- Nekrašas, Visvaldas (* 1958), litauischer Politiker
- Nekraschewitsch, Szjapan (1883–1937), belarussischer Linguist und sozialer Aktivist
- Nekrasov, Tatiana (* 1983), deutsche Filmschauspielerin
- Nekrassov, Anton (* 1986), estnischer Eishockeyspieler
- Nekrassow, Alexander Iwanowitsch (1883–1957), russischer Physiker, Mathematiker und Hochschullehrer
- Nekrassow, Alexei Iwanowitsch (1885–1950), russischer Kunsthistoriker und Hochschullehrer
- Nekrassow, Andrei Lwowitsch (* 1958), russischer Drehbuchautor und Filmregisseur
- Nekrassow, Nikita Alexandrowitsch (* 1973), russischer Physiker
- Nekrassow, Nikolai Alexejewitsch (1821–1878), russischer Dichter und PublizistNikolai Alexejewitsch Nekrassow (1821–1878)

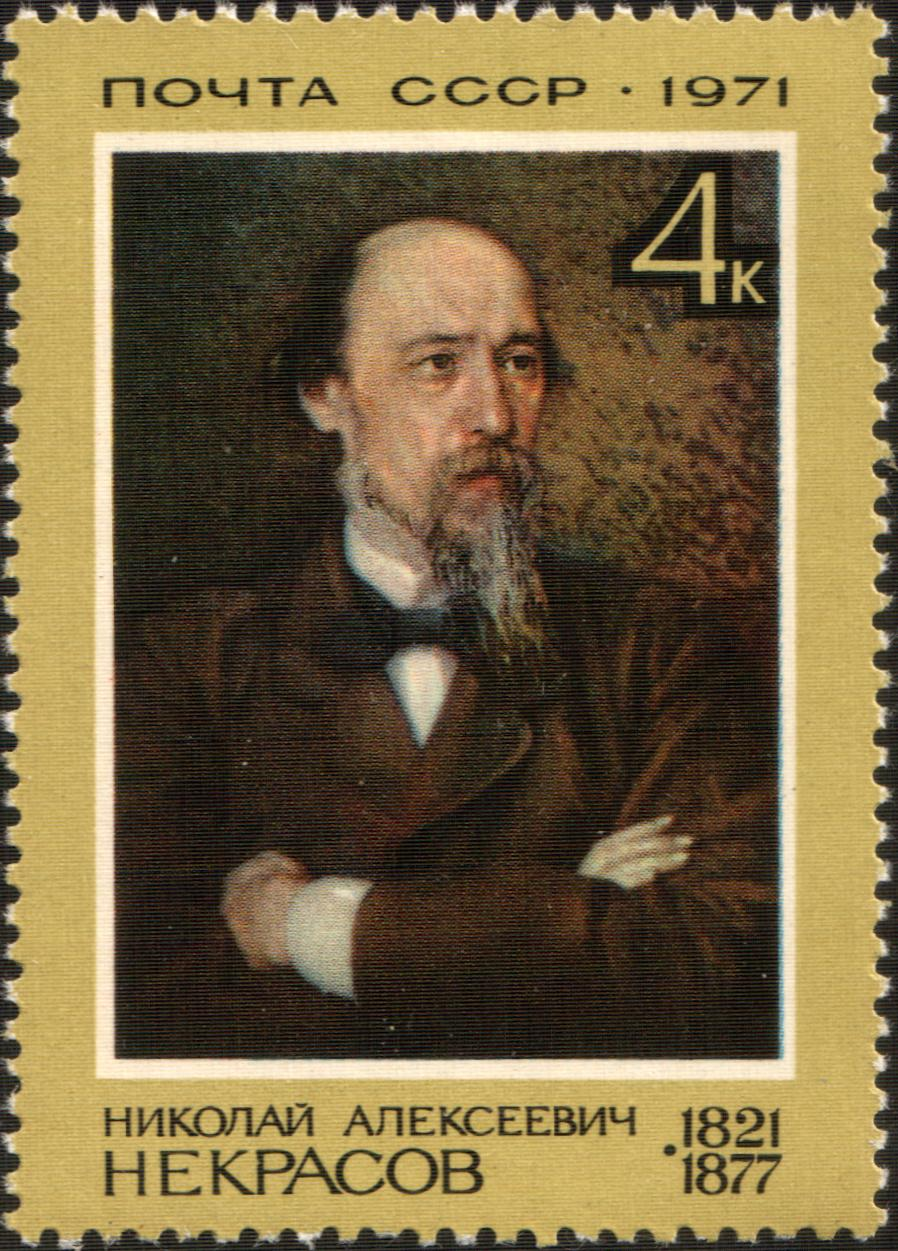
Nikolai Alexejewitsch Nekrassow (1821–1878)

- Nekrassow, Nikolai Nikolajewitsch (1932–2012), russischer Dirigent und Hochschullehrer
- Nekrassow, Nikolai Wissarionowitsch (1879–1940), russischer Politiker
- Nekrassow, Nikolai Wladimirowitsch (1900–1938), russischer und sowjetischer Autor und Esperantist
- Nekrassow, Pawel Alexejewitsch (1853–1924), russischer MathematikerPawel Alexejewitsch Nekrassow (1853–1924)

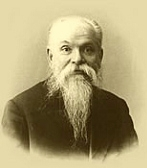
Pawel Alexejewitsch Nekrassow (1853–1924)

- Nekrassow, Sot (1908–1990), ukrainisch-sowjetischer Metallurg und Gelehrter im Bereich Eisen und Stahl
- Nekrassow, Wiktor Platonowitsch (1911–1987), sowjetischer Kriegsschriftsteller
- Nekrassow, Wsewolod Nikolajewitsch (1934–2009), russischer Lyriker und Vertreter der Konkreten Poesie
- Nekrassowa, Irina (* 1988), kasachische Gewichtheberin
- Nekrassowa, Jana Anatoljewna (* 1976), russische Curlerin
- Nekritsch, Alexander Moissejewitsch (1920–1993), sowjetischer Historiker
- Nekrjatsch, Anton (* 1995), russisch-kasachischer Eishockeyspieler
- Nekrošius, Arvydas (* 1984), litauischer Politiker und Seimas-Vizepräsident
- Nekrošius, Eimuntas (1952–2018), litauischer Regisseur
- Nekrošius, Ipolitas (* 1936), litauischer Arbeitsrechtler und Rechtsanwalt
- Nekrošius, Juozas (1935–2020), litauischer Dichter und Journalist
- Nekrošius, Vytautas (* 1970), litauischer Jurist

### Neks
- Nekschot, Gregorius, niederländischer Karikaturist und Kolumnist

### Nekt
- Nektanebos I. († 360 v. Chr.), altägyptischer König der 30. Dynastie
- Nektanebos II., letzter Herrscher der 30. Dynastie und der letzte aus Ägypten stammende PharaoNektanebos II.

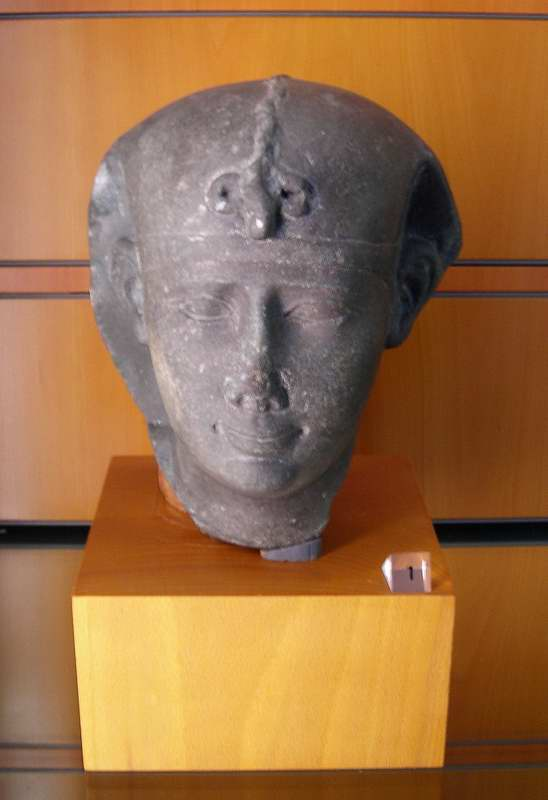
Nektanebos II.

- Nektarios (1602–1676), Patriarch von Jerusalem
- Nektarios von Ägina (1846–1920), Heiliger der orthodoxen Kirche
- Nektarius von Konstantinopel († 397), römischer Senator und Praetor, Erzbischof von Konstantinopel

### Neku
- Nekula, Franz (1924–2011), österreichischer Politiker (SPÖ), Landtagsabgeordneter
- Nekula, Kurt (* 1955), österreichischer Politiker (SPÖ), Abgeordneter zum Nationalrat
- Nekum, Adolf (1925–2011), deutscher Heimatforscher
- Nekundi, Veikko (* 1977), namibischer Politiker (SWAPO)
- Nekut, Max (1883–1961), österreichischer Theater- und Filmkünstler

### Nekv
- Nekvapil, Jakub (* 1991), tschechischer Grasskiläufer
- Nekvapil, Miroslav (* 1951), tschechoslowakischer Radrennfahrer
- Nekvapilová, Milena (* 1977), tschechische Tennisspielerin

### Nekw
- Nekwapil, Herbert (* 1946), deutscher Fußballspieler